# Virgil Aldrich
Virgil Charles Aldrich (13 de septiembre de 1903, Narsinghpur, India- 28 de mayo de 1998, Salt Lake City, Utah) fue un filósofo estadounidense dedicado principalmente al área de la filosofía del arte, del lenguaje y de la religión.

## Vida
Virgil fue hijo de Floyd Clement Aldrich y Ann Hanley. Recibió el grado de bachelor de artes en la Universidad Wesleyan de Ohio en 1925. Estudió en la universidad de Oxford en 1927 para posteriormente recibir un  Diplôme d'Études Supérieures de Philosophie en Sorbonne en 1928 antes de completar su Ph.D. en la Universidad de California en Berkeley en 1931. Se casó con Louie Hafliger el 3 de septiembre de 1927 y tuvieron un hijo David Virgil Aldrich.

## Reconocimientos
- L.H.D., Ohio Wesleyan University, 1963
- L.H.D., Kenyon College, 1972

## Obra
Libros:
- Language and philosophy ([Kioto]: Kyoto American Studies Seminar, 1955)
- Philosophy of Art, (Englewood Cliffs, N.J., Prentice-Hall, 1963)
- The Body of a Person, (Lanham, MD: University Press of America, 1988)

Contribuciones:
- Readings in Philosophical Analysis (1951)
- Reflections on Art (1958)
- Religious Experience and Truth (1961)
- Faith and the Philosophers (1962)
- World Perspectives on Philosophy (1967)
- "Design, Composition, and Symbol", The J. of Aesthetics and Art Criticism 27 ( 4) verano de 1969: 379–388
- Studies in philosophy: a symposium on Gilbert Ryle, Editó Konstantin Kolenda. Houston, Tex. : William Marsh Rice University, 1972
- "Pictures and Persons" in Review of Metaphysics (1975)
- "Description and expression: Physicalism restricted," Inquiry 20 (1977): 149–164
- Falling in love with wisdom: American philosophers talk about their calling. Editó David D. Karnos, Robert G. Shoemaker. N. York : Oxford University Press, 1993

Festschrift
- Body, mind, and method: essays in honor of Virgil C. Aldrich. Editó Donald F. Gustafson & Bangs L. Tapscott. Dordrecht & Boston: D. Reidel Pub. Co. 1979